# Hettie Macdonald
Hettie Macdonald (* 1962) ist eine britische Theater- und Filmregisseurin.

## Leben
Hettie Macdonald studierte zunächst Englisch an der University of Bristol. Danach wurde sie am Royal Court Theatre in London zur Regisseurin ausgebildet. Sie war anschließend in England als Theaterregisseurin tätig, mit Beautiful Thing – der Verfilmung eines Theaterstücks, das sie zuvor bereits am Theater inszeniert hatte – erfolgte 1996 ihr Filmdebüt. Beautiful Thing war international erfolgreich, der Coming-Out-Film blieb jedoch über Jahrzehnte ihre einzige Regiearbeit bei einem Kinofilm. Sie konnte sich aber als gefragte Regisseurin im britischen Fernsehgeschäft etablieren. 2007 führte sie die Regie bei der preisgekrönten Doctor-Who-Episode Nicht blinzeln, bei drei Folgen 2015 war sie ebenfalls Regisseurin. Daneben inszenierte sie unter anderem den sozialkritischen Fernsehfilm White Girl (2008) und die Miniserie Howards End, eine Verfilmung des gleichnamigen Romans von E. M. Forster. 2023 inszenierte sie mit der Buchverfilmung Die unwahrscheinliche Pilgerreise des Harold Fry ihren zweiten Kinofilm.

## Filmografie (Auswahl)
- 1996: Beautiful Thing
- 2005: Agatha Christie’s Poirot: Der blaue Express (The Mystery of the Blue Train, Fernsehfilm)
- 2007–2015: Doctor Who (Fernsehserie, 4 Folgen)
- 2008: White Girl (Fernsehfilm)
- 2010: Kommissar Wallander: Mörder ohne Gesicht (Faceless Killers, Fernsehreihe)
- 2012: Hit & Miss (Fernsehserie, 3 Folgen)
- 2013: Agatha Christie’s Poirot: Vorhang (Curtain: Poirot’s Last Case, Fernsehfilm)
- 2015–2017: Fortitude (Fernsehserie, 6 Folgen)
- 2017: Howards End (Miniserie, 4 Folgen)
- 2020: Normal People (Miniserie, 6 Folgen)
- 2023: Die unwahrscheinliche Pilgerreise des Harold Fry (The Unlikely Pilgrimage of Harold Fry)